# 徳興運動公園
徳興運動公園（とくこううんどうこうえん、中国語: 德興運動公園）は台湾花蓮県花蓮市にあるスポーツ施設である。野球場・陸上競技場、体育館、アーチェリー場等からなる総合運動公園である。別名は徳興運動場。

## 施設
花蓮県立陸上競技場（花蓮縣立田徑場）
1999年9月着工、2001年8月完成。全天候型の400mトラック8レーン、インフィールドは天然芝。収容人員はメインスタンドは常設座席で9,150人、バックスタンドはコンクリート製で4,350人。
花蓮県立体育館（花蓮縣立體育館）
2000年4月着工、2001年9月完成。収容人数はスタンドが3800人。バスケットボールコート二面の使用可能で、この他バレーボール、ハンドボール、バドミントンでの使用が可能。
花蓮県立徳興野球場（花蓮縣立德興棒球場）
通称花蓮県立野球場（花蓮縣立棒球場）。1999年9月着工、2001年5月完成。収容人数は5,500人で、外野スタンドは改修前の西武球場の様に芝生席である。
詳細は「花蓮県立徳興野球場」を参照

## 交通
鉄道
東部幹線花蓮駅よりタクシー
自動車
蘇花公路と中正路の交点を北西方向の徳興に向かう。